# Givi Kartozia
Givi Kartozia (Georgia, Unión Soviética, 29 de marzo de 1929-3 de abril de 1998) fue un deportista soviético especialista en lucha grecorromana donde llegó a ser campeón olímpico en Melbourne 1956.

## Carrera deportiva
En los Juegos Olímpicos de 1956 celebrados en Melbourne ganó la medalla de oro en lucha grecorromana estilo peso medio, por delante del búlgaro Dimitar Dobrev (plata) y el sueco Rune Jansson (bronce). Cuatro años después, en las Olimpiadas de Roma 1960 ganó la medalla de bronce en la modalidad de peso ligero-pesado.